# First House (Unternehmen)
First House ist ein norwegisches Kommunikations- und Beratungsunternehmen. Wegen seiner nahen Verbindung zur norwegischen Politik stand es bereits wiederholt im Zentrum des medialen Interesses.

## Geschichte
First House wurde im Jahr 2009 von Bjørn Richard Johansen gegründet. Per Høiby, Bruder der Kronprinzessin Mette-Marit Tjessem Høiby, wurde erster Leiter der Firma. Høiby arbeitete zuvor unter anderem als Militärberater unter Verteidigungsministerin Anne-Grete Strøm-Erichsen. Bereits zu Beginn erhielt First House große mediale Aufmerksamkeit, da bekannte Politiker aus der Regierung Stoltenberg II, unter anderem der kurz zuvor zurückgetretene sozialdemokratische Minister Bjarne Håkon Hanssen, als Berater einstiegen.
Im Laufe der Zeit arbeiteten weitere ehemalige oder zukünftige Staatssekretäre und Minister als Berater für First House. Zu diesen gehören unter anderen die ehemaligen Minister Sylvi Listhaug und Tor Mikkel Wara sowie die ehemaligen Staatssekretäre Torbjørn Giæver Eriksen, Jan-Erik Larsen, Ketil Lindseth und Erlend Fuglum. Zwischen 2012 und 2018 war auch der ehemalige Ständige Vertreter Norwegens bei den Vereinten Nationen, Morten Wetland, dort tätig.
First House übernahm im Jahr 2018 die Mehrheit des Beratungsbüros Vardegruppen. Im Jahr 2019 setzte sich der Beraterstab von First House aus 33 Personen zusammen.

## Tätigkeit
First House bietet nach eigenen Aussagen Beratungsleistungen unter anderem in den Bereichen Medien, Krisenhantierung, Politik und Gesellschaft sowie Finanzkommunikation an. Des Weiteren stellt das Unternehmen Interimsleiter zur Verfügung. Im November 2009 gab der Unternehmensgründer Johansen an, dass First House unter anderem bei „Machtkämpfen“ helfen werde. Die ehemalige Fylkeskommune Telemark gehörte bis 2016 zu den Kunden von First House. Geplant war, 300 bis 500 Arbeitsplätze in der damaligen Provinz zu schaffen, wegen der hohen Kosten stand das Projekt lange in der Kritik. Auch weitere kommunale und staatliche Aufträge gingen an das Unternehmen. Neben den öffentlichen Kunden gibt es auch Kunden, deren Zusammenarbeit nicht publiziert wird. Bei mehreren ehemaligen Beratern, die im Anschluss ein politisches Amt übernahmen, wurden Teile der Kundenlisten veröffentlicht.

## Kritik
Im März 2015 kritisierte der ehemalige sozialdemokratische Ministerpräsident Thorbjørn Jagland, dass First House versuche, viele Spitzenpolitiker an das Unternehmen zu binden. Er bezeichnete es als demokratisches Problem, dass nicht genau bekannt sei, wer die Dienste in Anspruch nimmt. Die Übergänge zwischen der Tätigkeit für First House und politischen Ämtern standen bereits mehrfach in der Kritik.